# 凌鉞

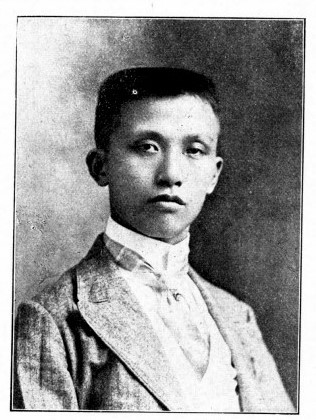
《民国之精华》中的凌鉞照片

凌鉞（1882年—1946年）名钺，字子黄，河南省固始县南乡樟柏岭人，中国民主革命家，中华民国政治人物。

## 生平
凌鉞生于1882年，祖居固始县南乡樟柏岭。幼年入家塾学习。后来，赴天津入北洋法政学堂。凌鉞在天津学习期间，1905年中国同盟会成立，到各省发展组织，此后凌鉞加入中国同盟会。
1911年，武昌起义爆发。在此前后凌鉞约北方的革命党人白雅雨、孙鼎臣、王法勤、张良坤、王葆真、于树德、崔震华及弟弟凌亮等人在天津日租界、天津法租界组织革命机关，秘密策反华北的清军。此后革命派的陆军第六镇统制吴禄贞未及起义即遇刺身亡。陆军第二十镇统制张绍曾在武昌起义后，联合陆军第三镇协统卢永祥、陆军第二混成协统蓝天蔚等人，实行滦州兵谏，但遭清廷分化瓦解，张绍曾去职。
张绍曾等人离开滦州后，滦州仍驻陆军第二十镇第四十协第七十九标标统岳兆麟部的三个营，其中第一营管带施从云、第二营带王金铭等人均倾向革命。京津革命党人在天津的机关部决定派出孙鼎臣等二人，赴滦州策动第七十九标标统岳兆麟起义。岳兆麟反对起义，三个营的管带中，除施从云、王金铭赞成起义外，第三营管带张建功也不赞同起义。机关部乃于1911年10月22日在天津法租界生昌木器行召开紧急会议，决定组织北伐炸弹敢死队，接近清军在滦州的防区，策反士兵，呼应施从云、王金铭，待机举事。凌鉞任敢死队长，率队员18人，1911年10月23日清晨秘密自天津出发，抵达滦州以西十五里的坨子头庄暂住。敢死队经过一个月工作，终将清军策反。凌鉞率队于农历十月初二日夜，入滦州北门外师范学校的第七十九标驻地，因事先与第一营管带施从云、第二营管带王金铭有约定，故内外合力进行起义。第七十九标标统岳兆麟逃走，第三营管带张建功在压力下附和起义。11月23日清晨（农历十月初三日），滦州起义成功。
滦州随即成立革命军政府，王金铭任革命军大都督，施从云任总司令，白雅雨任参谋部长，张良坤任秘书长，孙鼎臣任军政部长，张某任财政部长，朱幼葆任民政部长，凌鉞任外交部长兼敢死队长。随后，军政府发布安民布告，并筹备进攻北京、天津。
天津八国领事团得知后，召开紧急会议，公推两位代表赴滦州军政府，以侦察军情。凌鉞以外交部长的身份接见两位代表。经过谈判，凌鉞援引武昌外交团承认民军为交战团体的前例，迫令八国领事团代表承认滦州民军同样为交战团体，并破除《辛丑条约》的限制，允许民军通过天津，双方签字后，凌鉞将两位代表送出境。
滦州民军进军至雷庄，遭到清军将领曹锟、王怀庆阻击，同时张建功叛变，白雅雨、王金铭、施从云、孙鼎臣等人阵亡。凌鉞率敢死队战至绝境，凌鉞最终化装逃往天津。滦州起义失败。
1912年（民國元年）秋，凌鉞当选为中华民国第一届国会众议院议员。到北京不久，袁世凯即密令军政督察处逮捕凌鉞，诬称凌鉞曾在云南任排长，戕害长官，要处以军法。后获国会两院议员中的革命党人纷纷质问，凌鉞方得幸免。
1913年（民國2年）二次革命失败后，凌鉞流亡日本，追随孙中山，参加中华革命党。1916年（民國5年）袁世凯死后，凌鉞回国，出任中华革命党河南省支部长。国会再度解散后，凌鉞赴上海，转赴广东，参加非常国会，继而先后参加讨伐曹锟、护法战争。
1927年（民國16年），国民政府定都南京之后，凌鉞出任中国国民党中央党史会编纂。嗣后担任国民政府立法院立法委员。抗日战争爆发后，随立法院迁至重庆。他还曾当选制宪国民大会代表。
1946年（民國35年），凌鉞逝世。